# Gordon Highlanders
Il Gordon Highlanders fu un reggimento di fanteria di reclutamento scozzese dell'Esercito Britannico, attivo dal 1881 al 1994.
Originato dall'unificazione di due famosi battaglioni scozzesi attivi dalla fine del Settecento, si distinse per valore e tenacia in molte guerre combattute dall'Impero britannico; in particolare svolse un ruolo importante nel corso delle campagne in India e in Africa, dove i soldati scozzesi del reggimento contribuirono in modo decisivo a numerose vittorie britanniche.

## Storia

### Origini
Il reggimento prendeva il suo nome dal clan scozzese Gordon ed aveva come bacino di reclutamento principale la città di Aberdeen ed il nord-est della Scozia.

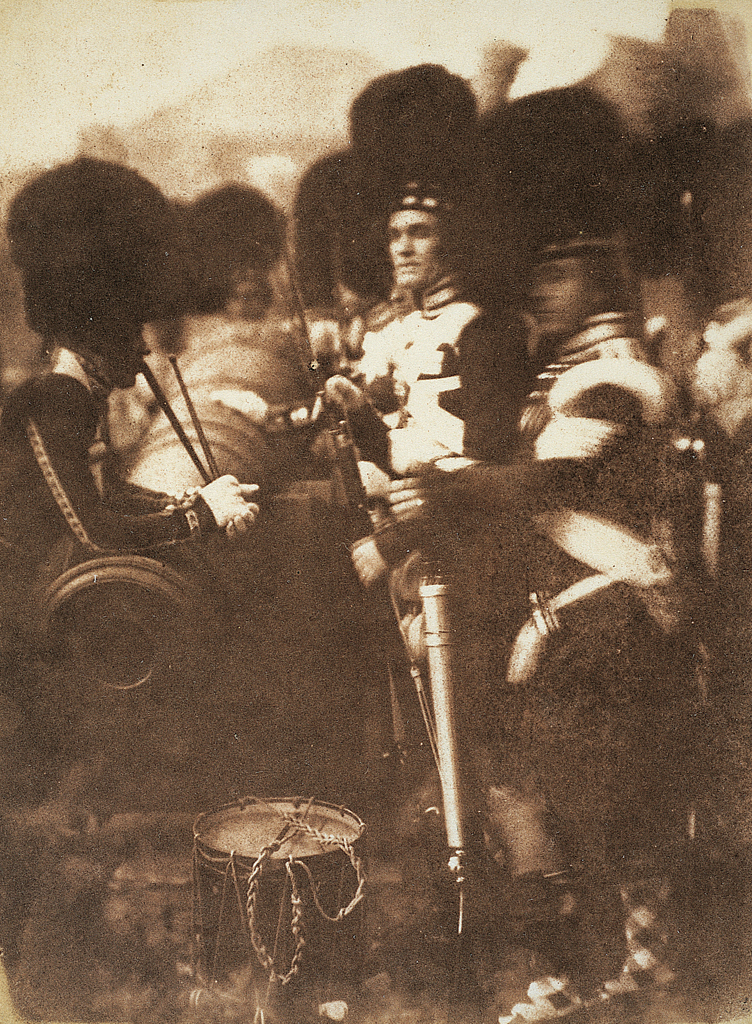
Soldati del 92nd (Gordon Highlanders) Regiment of Foot ad Edimburgo nel 1846.

Il reggimento fu costituito ufficialmente il 1º luglio 1881 in base alla cosiddetta Riforma Childers dell'esercito britannico, promossa dal ministro della Guerra Hugh Childers. Il nuovo reggimento venne formato da due battaglioni; il 75th (Stirlingshire) Regiment of Foot che divenne il I battaglione Gordon Highlanders, e il 92nd (Gordon Highlanders) Regiment of Foot che divenne il II battaglione Gordon Highlanders.
Il 75th Highlanders era stato costituito nel 1787 dal colonnello Robert Abercromby per prestare inizialmente servizio in India e aveva preso parte a molte campagne di guerra. Dopo aver combattuto nella Quarta guerra anglo-mysore distinguendosi nell'assedio di Seringapatam, venne trasferito nel settore mediterraneo durante le guerre rivoluzionarie francesi. In seguito partecipò alle "guerre cafre" in Sudafrica, alla rivolta dei Sepoy ed ai combattimenti sulla frontiera Nord-Occidentale in India.
Il 92nd Highlanders invece era stato inizialmente organizzato, come 100th Highlanders, dal Duca di Gordon nel 1794 prima di essere ridenominato 92nd nel 1798. Entrò in combattimento nei Paesi Bassi durante la guerra della seconda coalizione, in Egitto nel 1801 e soprattutto nella Guerra peninsulare durante il periodo napoleonico. Il 92nd combatté nella battaglia di Waterloo dove, dipendente dalla divisione di riserva del generale Thomas Picton, ebbe modo di distinguersi. Dopo la fine delle guerre napoleoniche, il reggimento venne trasferito in India dove partecipò alle guerre anglo-afgane.
Il 92nd Highlanders, in procinto di divenire II battaglione del reggimento Gordon Highlanders, ebbe un ruolo molto importante soprattutto durante la seconda guerra anglo-afgana durante la quale gli scozzesi del reparto, inquadrati nella Kabul-Kandahar Field Force del generale Frederick Roberts, presero parte alla famosa marcia forzata su Kandahar e alla successiva battaglia di Kandahar del 1º settembre 1880 che decise la guerra a favore dei britannici.

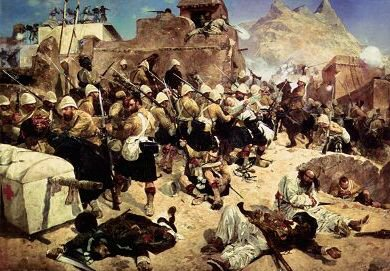
Il 92nd Gordon Highlanders nella battaglia di Kandahar.

Dopo il brillante comportamento in India, il 92nd Highlanders venne richiamato in patria dopo molti anni di servizio oltremare, ma prima di arrivare in Gran Bretagna venne dirottato in Sudafrica per prendere parte alla prima guerra boera. Il reparto venne coinvolto nel disastroso conflitto e subì, insieme agli altri battaglioni del generale George Pomeroy Colley, una dura sconfitta nella battaglia di Majuba Hill del 27 febbraio 1881 che costrinse i britannici a concludere un trattato sfavorevole con le Repubbliche boere. Nella battaglia tra gli altri vennero catturati anche due ufficiali subordinati del reggimento, i tenenti Ian Hamilton e Hector MacDonald, che in seguito si sarebbero distinti per coraggio e capacità in molti conflitti, percorrendo una lunga e brillante carriera nell'esercito britannico.

### Guerre vittoriane
Dopo la costituzione del reggimento Gordon Highlanders nel 1881 i due battaglioni continuarono ad operare separatamente in distinti teatri di guerra. Nel 1882 il I battaglione, originato dal vecchio 75th, venne inserito nella brigata Highlander assegnata al corpo di spedizione del generale Garnet Wolseley inviato in Egitto per stroncare la rivolta nazionalista di Aḥmad ʿOrābī. I Gordon parteciparono, insieme agli altri battaglioni scozzesi della brigata, alla battaglia di Tell al-Kebir del 13 settembre 1882 che si concluse con la schiacciante vittoria britannica. La brigata Highlander, tra cui il I battaglione Gordon Highlanders, sferrò l'attacco decisivo che sbaragliò le truppe egiziane. Nel 1884-1885 il battaglione partecipò anche alla spedizione del Nilo in soccorso del generale Charles George Gordon assediato a Khartoum; i Gordon Highlanders discesero il Nilo con la spedizione fluviale ed una compagnia del battaglione partecipò con distinzione alla battaglia di Kirbekan del 10 febbraio 1885 che terminò con una netta vittoria sulle forze del Mahdi; tuttavia la campagna, guidata dal generale Wolseley, non ebbe successo ed i britannici non giunsero in tempo per salvare il generale Gordon.
Nel frattempo il II battaglione Gordon Highlanders era tornato nuovamente in India dove nel 1897 prese parte alla cosiddetta campagna di Tirah sulla frontiera Nord-Occidentale nella zona del passo Khyber; il reparto combatté nella battaglia delle alture di Dargai, dove gli scozzesi guidarono l'assalto alle colline; durante questa battaglia si verificò il famoso episodio del sergente George Findlater a cui venne assegnata la Victoria Cross per il coraggio dimostrato; il sottufficiale, ferito ad entrambe le gambe, continuò suonare la sua cornamusa mentre i soldati sferravano l'attacco.

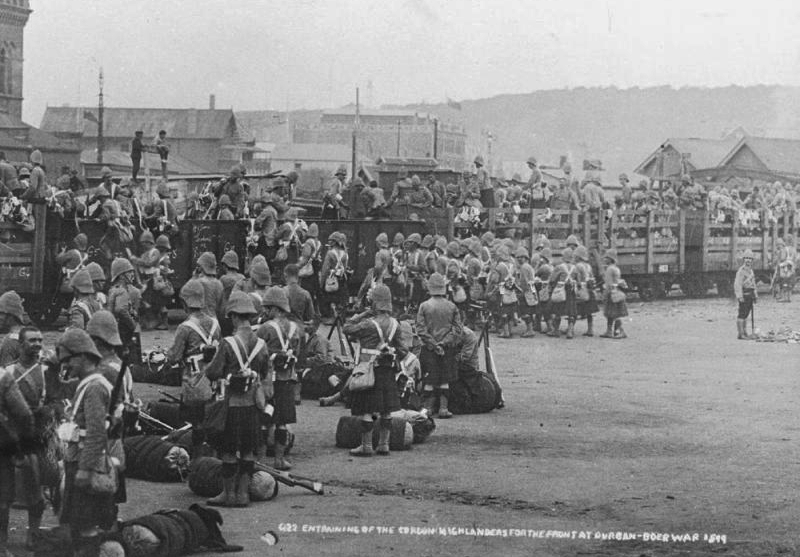
Soldati del II battaglione Gordon Highlanders a Durban in attesa di essere trasferiti a Ladysmith.

Nel settembre 1899 il II battaglione Gordon Highlanders fu uno dei reparti dell'esercito britannico in India trasferiti a Durban per rafforzare le truppe stanziate in Natal in previsione di una possibile guerra contro le Repubbliche boere; i soldati scozzesi, imbarcati a Bombay, arrivarono entro la prima settimana di ottobre 1899 e furono subito trasferiti a Ladysmith dove il generale George Stuart White, comandante della Natal Field Force, aveva deciso di raggruppare le sue forze. Dopo l'inizio della seconda guerra boera i II battaglione Gordon Highlanders combatté il 21 ottobre 1899 nella battaglia di Elandslaagte che si concluse con una netta vittoria britannica; i soldati scozzesi assaltarono con successo, sotto la guida del generale Ian Hamilton, le posizioni boere. Nonostante questa vittoria locale, le forze del generale White vennero ben presto messe in grave difficoltà dall'offensiva convergente dei commando boeri; i britannici furono sconfitti e accerchiati dentro Ladysmith. Il II battaglione Gordon rimase bloccato, insieme agli altri reggimenti della Natal Field Force, nella città assediata. L'assedio di Ladysmith continuò per oltre tre mesi; le truppe britanniche accerchiate, pur in parte esaurite, respinsero alcuni attacchi e mantennero saldamente le posizioni fino all'arrivo delle truppe di soccorso del generale Redvers Buller; il 1º marzo 1900 furono i soldati del II Gordon Highlanders che accolsero la sfilata al centro della città del generale Buller e delle sue forze.
In precedenza, nel dicembre 1899, era sbarcato in Sudafrica anche il I battaglione Gordon Highlanders che, inquadrato nella 19ª Brigata del generale Horace Smith-Dorrien, entrò a far parte del grande corpo di spedizione del feldmaresciallo Roberts che iniziò l'11 febbraio 1900 l'invasione dello Stato Libero d'Orange; il I battaglione prese parte alla dura battaglia di Paardeberg, partecipando agli attacchi falliti del primo giorno ed all'assalto finale insieme ai reparti canadesi. Dopo la vittoria di Paardeberg i britannici avanzarono entro giugno 1900 fino a Bloemfontein e Pretoria; il I battaglione Gordon si distinse nuovamente nella battaglia di Doornkop alle porte di Johannesburg, dove, al comando del generale Hamilton, conquistò con un brillante assalto frontale le posizioni boere. Nel frattempo, dopo la liberazione di Ladysmith il II battaglione aveva fatto parte delle forze del generale Buller che erano avanzate verso nord per congiungersi con le forze principali del feldmaresciallo Roberts; a settembre 1900 i due battaglioni Gordon Highlanders si riunirono a Lydenburg e parteciparono all'avanzata finale del contingente del generale Hamilton fino a Koomati poort e al confine con il Mozambico.

### Le due guerre mondiali

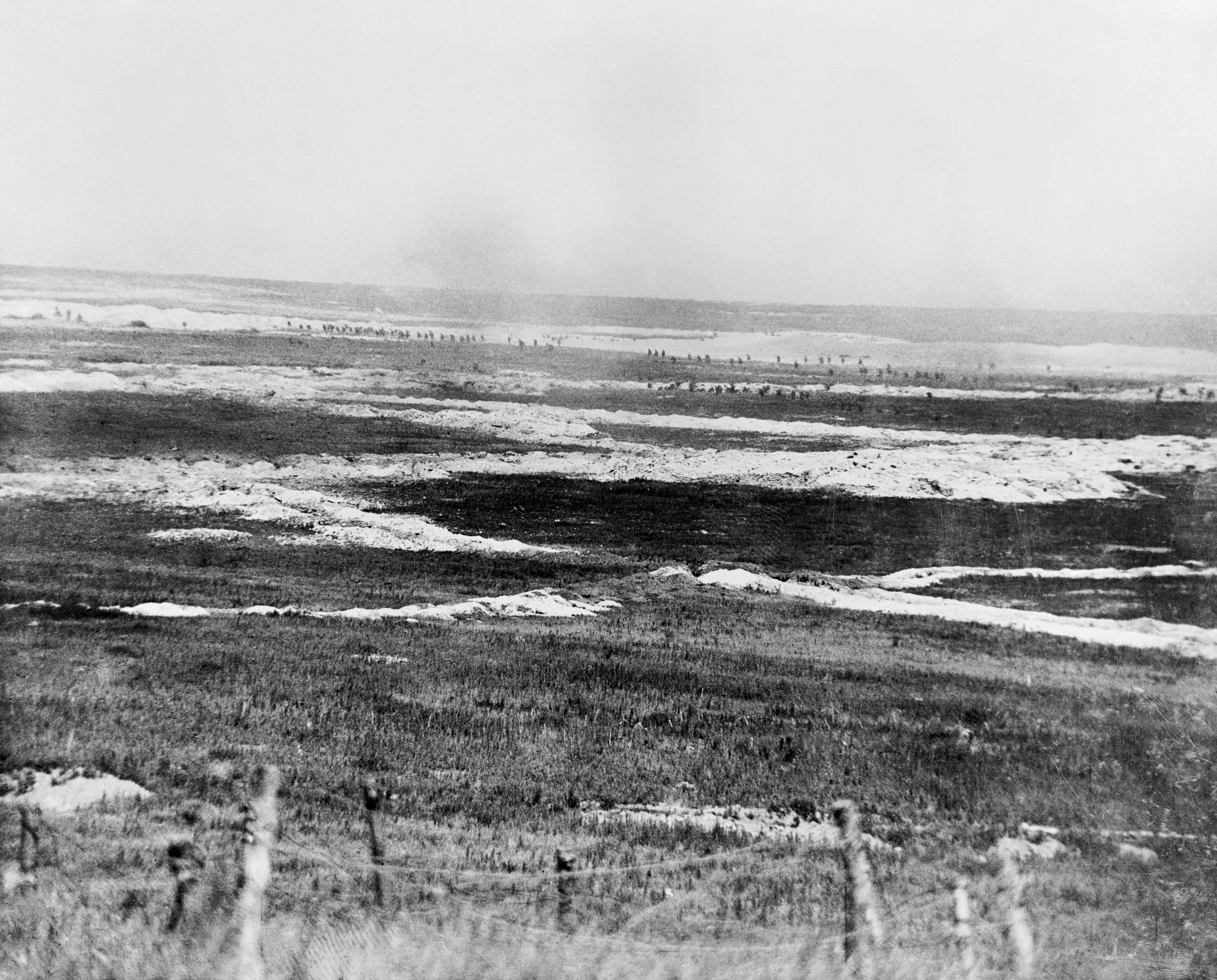
Un battaglione Gordon Highlanders all'attacco il 1º luglio 1916, primo giorno della battaglia della Somme

All'inizio della prima guerra mondiale i due battaglioni regolari dei Gordon Highlanders furono subito mobilitati e assegnati al British Expeditionary Force, mentre un terzo battaglione di riserva venne costituito ad Aberdeen con il compito di servire come unità di deposito per l'addestramento di nuove unità per tutta la durata della guerra. Il I battaglione venne inquadrato nella 3ª Divisione del II corpo d'armata del generale Horace Smith-Dorrien, mentre il II battaglione che era stanziato al Cairo, venne richiamato e assegnato alla 7ª Divisione. I due battaglioni Gordon furono impegnati nei difficili e cruenti combattimenti iniziali sul fronte occidentale del 1914 dove subirono pesanti perdite; nella battaglia di Le Cateau del 25 agosto 1914, il I battaglione Gordon Highlanders venne tagliato fuori dall'avanzata tedesca e quasi distrutto; molti suoi soldati furono fatti prigionieri.
Mentre i due battaglioni regolari combattevano in Francia, furono costituiti in Gran Bretagna una serie di battaglioni Gordon Highlanders provenienti dalla forze territoriali: quattro battaglioni furono assegnati alla 2ª brigata della nuova 51ª Divisione Highland che venne conosciuta fino al maggio 1915 come la brigata Gordon, essendo costituita solo da battaglioni Gordon Highlanders. Questi reparti furono ben presto trasferiti sul continente per prendere parte ai combattimenti; furono costituiti altri otto battaglioni, appartenenti alla forze territoriali di seconda linea, ma queste unità, essendo equipaggiate in modo insufficiente e lamentando carenze di personale, non furono ritenute idonee e non vennero trasferite oltre mare. Infine vennero organizzati durante la Grande Guerra quattro battaglioni Gordon di reparti logistici che formarono parte della cosiddetta New Army del feldmaresciallo Horatio Kitchener e servirono in Francia; uno di questi reparti venne trasformato in seguito un battaglione del genio pionieri.

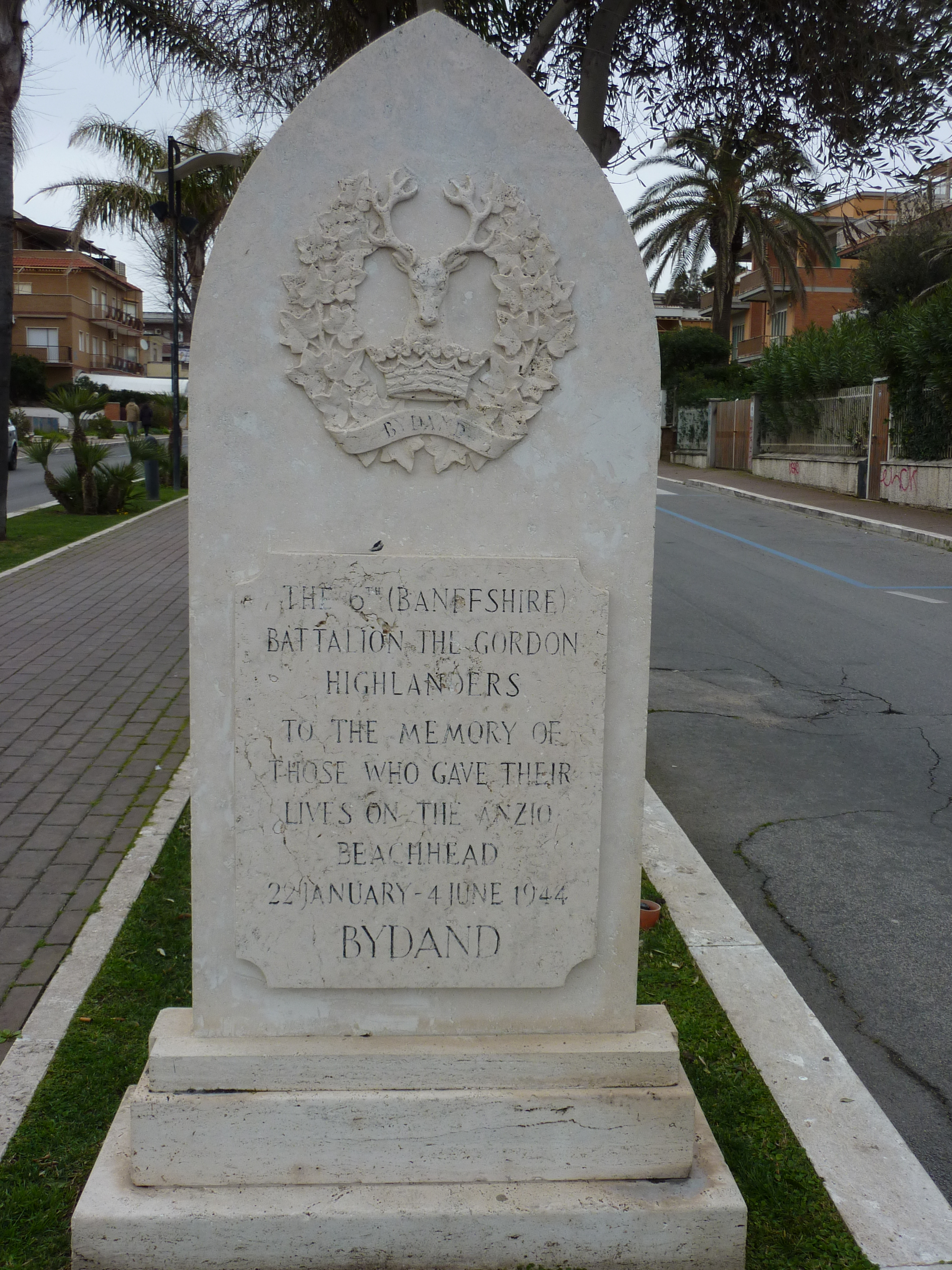
Il cippo commemorativo a Lavinio posto a ricordo dello sbarco del VI battaglione Gordon Highlanders nel gennaio 1944

I battaglioni Gordon Highlanders furono impegnati soprattutto sul fronte occidentale e non furono trasferiti in altri teatri di operazione dove erano in azione truppe britanniche. Solo il II battaglione venne inviato nel 1917 in Italia per far parte delle forze franco-britanniche inviate per supportare l'esercito italiano gravemente indebolito dopo la battaglia di Caporetto; questo reparto rimase in Italia fino al termine della guerra, combattendo nelle battaglie finali del conflitto sul fronte italiano. In totale i battaglioni del reggimento Gordon Highlanders, che avevano preso parte a tutte le grandi e logoranti offensive sul fronte occidentale, subirono durante la prima guerra mondiale la perdita di 1.000 ufficiali e 28.000 soldati di truppa.
Durante la seconda guerra mondiale i Gordon Highlanders furono impegnati inizialmente in Francia nel 1940 e in seguito in Malaysia, Nord Africa, Sicilia, Italia e Europa Nord-occidentale. Due battaglioni erano inquadrati nella 51ª Divisione fanteria sul fronte occidentale nel 1940 e furono accerchiati insieme al resto della divisione a Saint-Valery-en-Caux dalla 7. Panzer-Division del generale Erwin Rommel; i britannici furono costretti alla resa. In seguito il I battaglione Gordon fu ricostituito in Gran Bretagna e inserito nella nuova 51ª Divisione fanteria che partecipò con distinzione al resto della guerra.
Il II battaglione Gordon era invece schierato nel 1941 in Malesia come parte della guarnigione di Singapore; nel febbraio 1942 partecipò alla drammatica battaglia di Singapore che terminò con la resa generale delle forze dell'Impero britannico. I prigionieri britannici dovettero sopportare gravi sofferenze durante la lunga prigionia nei campi giapponesi. Nel frattempo un nuovo II battaglione venne organizzato nel maggio 1942 e, inquadrato nella 15ª Divisione fanteria, partecipò dal 1944 alla campagna in Europa nord-occidentale.
Il VI battaglione Gordon Highlanders invece partecipò alla campagna in Nord Africa e in seguito ai duri combattimenti in Italia; prese terra nel gennaio del 1944, durante lo sbarco di Anzio, nel luogo dell'attuale Lido dei Gigli, presso Lavinio. Sulla piazza di Lavinio è stato eretto un cippo commemorativo in ricordo dell'evento. Durante la seconda guerra mondiale i Gordon Highlanders costituirono anche altri battaglioni che furono impiegati come formazioni anticarro e logistiche; venne organizzato anche un battaglione corazzato, il 116º reggimento Royal Armoured Corps (Gordons), che prese parte alla difficile campagna della Birmania.

### Dopo guerra
Dopo la fine della seconda guerra mondiale, i Gordon Highlanders sono stati impiegati per contrastare la guerriglia in Malesia negli anni cinquanta, e per mantenere il controllo dell'Irlanda del Nord negli anni settanta.
Il 17 settembre 1994 il reggimento è stato unito al The Queens' Own Highlanders (Seaforth and Camerons) per formare il nuovo reparto denominato The Highlanders (Seaforth, Gordons and Camerons). Nel 2006, nel corso di un nuovo processo di ristrutturazione del British Army, gli Highlanders sono infine confluiti insieme con altri reggimenti scozzesi nel cosiddetto The Royal Regiment of Scotland che mantiene le tradizioni e conserva la memoria storica di questi famosi reparti.